# Aracanidae

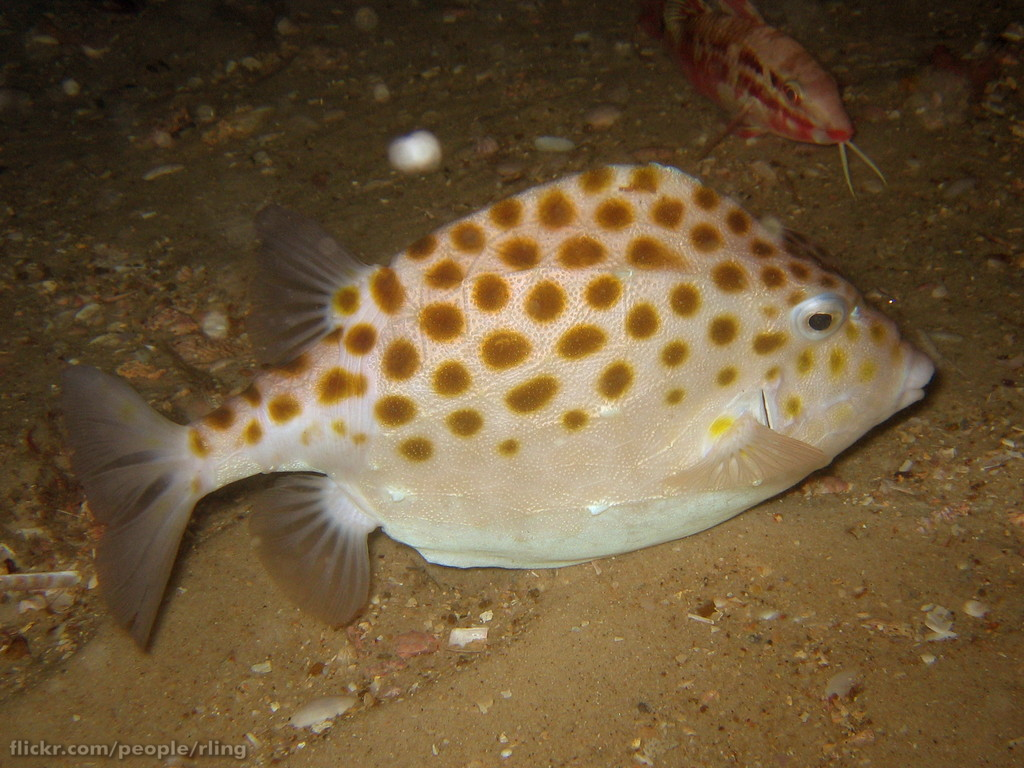
Anoplocapros inermis

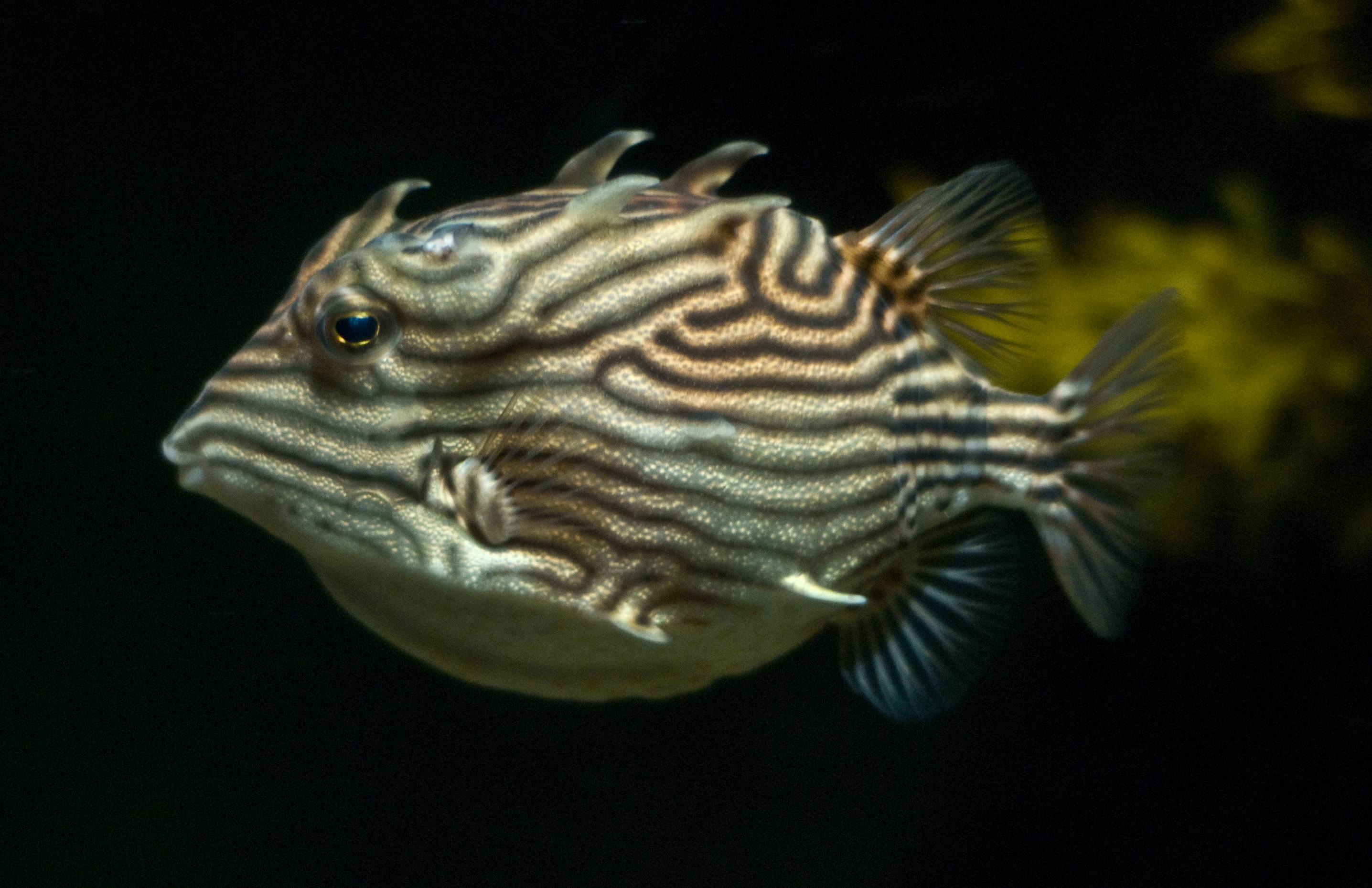
Aracana ornata

Gli Aracanidae sono una famiglia di pesci ossei marini dell'ordine Tetraodontiformes che comprende 13 specie.

## Distribuzione e habitat
Sono diffusi nell'Oceano Indiano e nel Pacifico occidentale. La maggior parte delle specie si trova nelle acque australiane. Al contrario dei molto simili Ostracionidae la maggioranza delle specie popola acque temperate tanto che alcune si trovano nei mari di Giappone e Nuova Zelanda.
Questi pesci si incontrano in vari ambienti, molto spesso popolano il piano circalitorale, ben più in profondità che i già citati Ostracionidae.

## Descrizione
Sono simili agli Ostracionidae nell'aspetto generale, spesso hanno corpo più rigonfio e bocca più appuntita. Alcune specie hanno una serie di vistose spine sul dorso.
La specie più grande è Anoplocapros inermis che raggiunge i 37 cm, la maggior parte delle altre specie però non raggiunge i 15 cm.

## Biologia
Poco nota.

## Tassonomia
Questa famiglia è stata scorporata solo nel 1980 dagli Ostracionidae.

### Specie
- Genere Anoplocapros
  - Anoplocapros amygdaloides
  - Anoplocapros inermis
  - Anoplocapros lenticularis
  - Anoplocapros robustus
- Genere Aracana
  - Aracana aurita
  - Aracana ornata
- Genere Caprichthys
  - Caprichthys gymnura
- Genere Capropygia
  - Capropygia unistriata
- Genere Kentrocapros
  - Kentrocapros aculeatus
  - Kentrocapros eco
  - Kentrocapros flavofasciatus
  - Kentrocapros rosapinto
- Genere Polyplacapros
  - Polyplacapros tyleri[2]